# Painfield
Painfield är ett hardcore/metal-band från Göteborg. De bildades 1997 och var som mest framgångsrika inom undergroundkretsar mellan 1999 och 2005. Deras intensiva liveshower gav dem ett rykte om att vara ett mycket bra, röjande liveband inom sin genre och recensenter över hela Europa rosade både deras debutalbum This Time och deras liveakter. Gruppens tunga, stoppaggressiva musik ihop med brutal sång och frustrationsskrik, blandat med ett snabbt rappande blev ett av Painfields mest framgångsrika recept.

## Medlemmar
Bandet består av Cain (Cain Gordon) (sång och gitarr), Engberg (Andreas Engberg) (trummor) och G (Gabriel Engberg) (basgitarr). 
År 2000 släpptes Two-faced, som är en egenproducerad EP som totalt under åren 2000–2002 trycktes i ca 10 000 exemplar av bandet själva med uppmaningen att alla skulle sprida musiken och bränna vidare till kompisar. Two-faced fick topprecensioner och tog Painfield på flera turnéer i Europas undergroundscener och skivbolag började visa intresse för bandet. År 2003 skrev de på för ett mindre, lokalt skivbolag med förhoppningarna att få mer uppmärksamhet och stöd än hos ett större. This Time spelades in i Studio Mega med Christian Silver, och släpptes sent samma år. Albumet fick goda recensioner över hela Europa och låg även på nionde plats på Sound Pollutions distributionstopplista. Bandet spelade på mindre klubbar runt om i Europa under ett par år och stundtals öppnade de för band som The Haunted, In Flames och Hatebreed.

## 2011
Andreas Engberg spelar numera trummor för metalbandet M.A.N, Gabriel Engberg producerar film och Cain har släppt tre skivor med sitt surfpopband TCABB sedan 2007. Han arbetar även vidare med sitt soloprojekt Cain Gordon.